# دبیرستان نمونه دولتی سیف‌الدوله

دبیرستان نمونه دولتی سیف‌الدوله (پیشتر: مدرسه عالی سیف‌الدوله، دبیرستان نمونه سیفیه) در حدود سال ۱۲۸۸(هجری خورشیدی)، اوایل دوره مشروطیت، توسط سیف‌الدوله در حوالی پارک سیفیهٔ ملایر، در پایین تپهٔ مناجات (محل مقبرهٔ سیف‌الدوله) احداث شد.

## پیشینه
سیف‌الدوله کلیهٔ معلمین و افراد اولیهٔ مدرسه را از تهران استخدام نمود. علاوه بر این، وی معلمی فرانسوی برای تدریس زبان فرانسوی استخدام کرد و ریاست مدرسه را به میرزا علیرضاخان(=خان‌باباخان؟) محول کرد.
محسن عمادملایری در نشریهٔ یغما در سال  ۱۳۲۸ درخصوص پیشینهٔ مدرسه می‌نویسد:
بعد از استقرار رژیم مشروطیت نخستین کسی که در صفحه غرب اقدام بتأسیس مدرسه جدید بمقتضای عصر نمود مرحوم حاج سیف الدوله بود که همین پارک مجلل را محل مدرسه قرار داد و تمام لوازم و اثاثه مدرسه را فراهم آورد، و مرحوم خان‌باباخان طهرانی را که آنموقع در تهران مدرسه ملی شخصی داشت استخدام نمود و با خانواده بملایر آورد و مدرسه را مفتوح ساخت(۱۳۲۸ه.ق).
خان باباخان مدیریِ مدرسه و تعلیم کلام‏اللّه را با علم تجوید عهده‏‌دار بود، و برای هر کلاس یک معلم مخصوص استخدام کرد. معلم و مدیر و خدمهٔ مدرسه هر روز غذای ظهر را مهمان مرحوم حاجی سیف الدوله بودند، دانش آموزان هم غذای ظهر را همراه می‌آوردند و هر روز بعد از صرف غذا صفوف نماز جماعت به پیشنمازی یکی از شاگردان برپا میشد.
برنامهٔ ‏کلاس‏ها این بود:
- کلاس اول: مقدمات الفباء
- کلاس دوم: خواندن و نوشتن فارسی
- کلاس سوم: نصاب الصبیان، حساب، سیاق قدیمی
- کلاس چهارم: مدارج القرائه و چهار عمل اصلی از روی حساب علی خان
- کلاس پنجم: جغرافی آسیا و جامع المدقمات و مشق خط، حساب اعشاری
- کلاس ششم: فرانسه، صرف و نحو، گلستان سعدی، جغرافیای اروپا و آسیا، حساب کسر و مرابحه
- کلاس هفتم: منطق، فقه، کلیله و دمنه، حسن خط، تفسیر قرآن، قواعد الجلیه ۱

مجموع دانش آموزانی که از شهر بمدرسه می‌آمدند در حدود دویست نفر بودند و اتباع و فرزندان مرحوم سیف‌الدوله هم در این کلاس‏ها تحصیل میکردند. تا موقع طلوع سالارالدوله وضع مدرسه خیلی مرتب بود و شاگردان هر سال بتشخیص مدیر و معلم کلاس مربوطه ارتقاء می‏یافتند آنها که در مدرسه‏ سیفیه تحصیل کرده‏‌اند فعالا در زمره اشخاص فاضلی هستند که هرکدام بنوبه خود موفق شده‏اند خدماتی به کشور بنمایند.
ظهور سالار الدوله و توقف اردوی چریکی او در حدود ده هزار نفر بمدت ۱۵ روز در ملایر، و تحمیل عمده این عده بشاهزاده باعث انحلال مدرسه و تفرقه معلمین گردید. پارک بآن عظمت ببهانه توقف سالار الدوله دستخوش حریق و خرابی شد، معذلک مرحوم سیف الدوله با روح خستگی ناپذیری بعد از اعاده امنیت اقدام بمرمت کرد و همان اساس اولیه را با وضع بهتری تجدید نمود و وصیت کرد که ثلث اموال او در نگاهبانی مدرسه و ایجاد مریضخانه و پذیرائی غُربا در محلی بنام خانقاه (آن مرحوم از مشایخ سلسله صفا و از مریدان خاص مرحوم حاج میرزا حسن صفی علیشاه بود) صرف شود.

بعد از فوت آن مرحوم مدرسه را بدبستانی اختصاص دادند که الان [سال ۱۳۲۸] هم دائر است ولی متأسفانه ظاهرا بیش از چهار کلاس ندارد و امید است با فرهنگ دوستی اعقاب آن مرحوم مخصوصا آقای محمود عضدی [ملقب به امیرمؤید] با درآمد هنگفت املاک ثلث این دبستان بدبیرستانی آبرومند تبدیل گردد.

## وقف
سیف‌الدوله در وقف نامه خود ذکر می‌کند که هزینه‌های این مدرسه باید از محل موقوفات پرداخته شود. به طوری که در دورانی حتی لباس دانش آموزان هم از محل موقوفات تأمین می‌شده و همه این‌ها نشان دهنده این است که مرحوم سیف الدوله به امر آموزش حساسیت خاصی داشته‌است. این مدرسه همچنان فعال است و مدرسه‌ای نمونه دولتی است که هر ساله تعداد زیادی از دانش آموزان آن در رشته‌های پزشکی و غیرپزشکی وارد دانشگاه می‌شوند.
ساختمان کنونی مدرسه آخرین بار در سال ۱۳۶۴ بازسازی شده‌است.

## نگارخانه

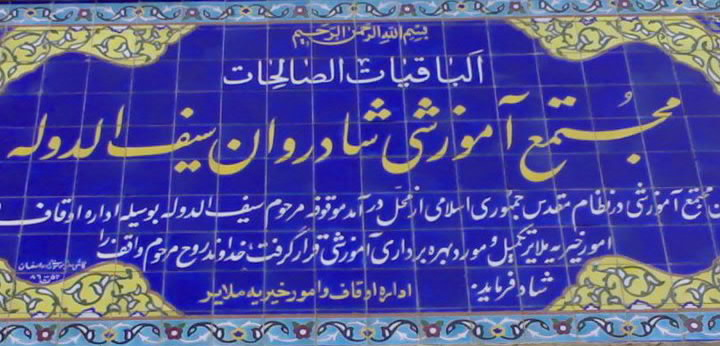
سردر ساختمان مرکزی مدرسه
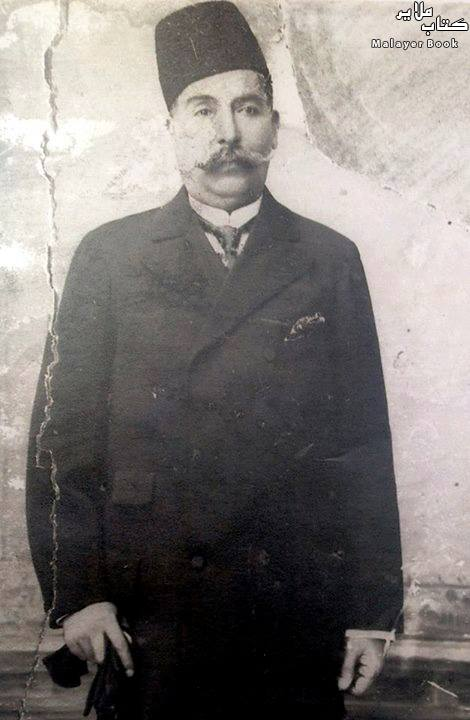
مرحوم سیف‌الدوله بانی مدرسه
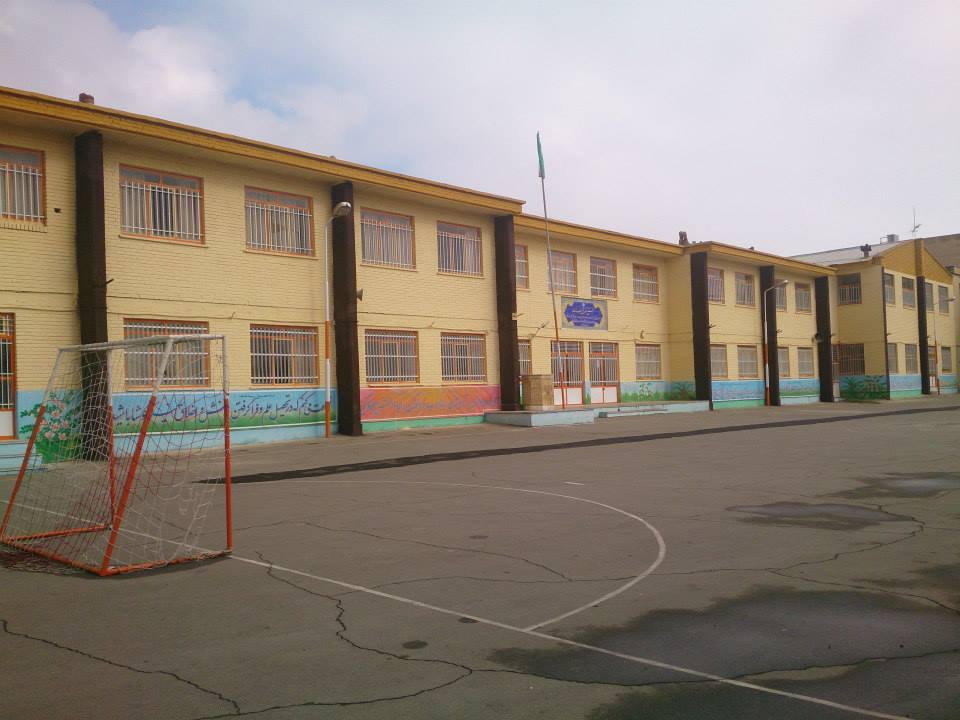
ساختمان مرکزی مدرسه
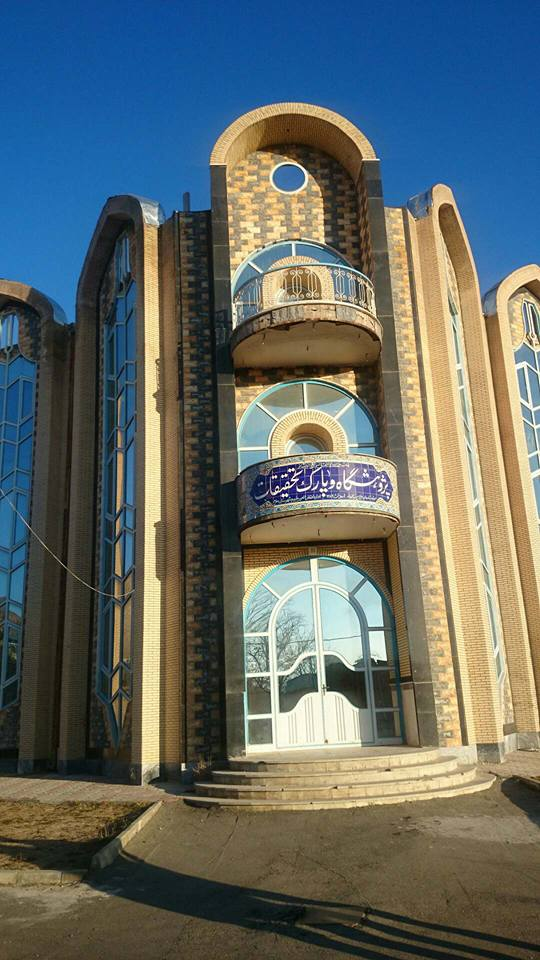
پژوهشگاه و پارک تحقیقات
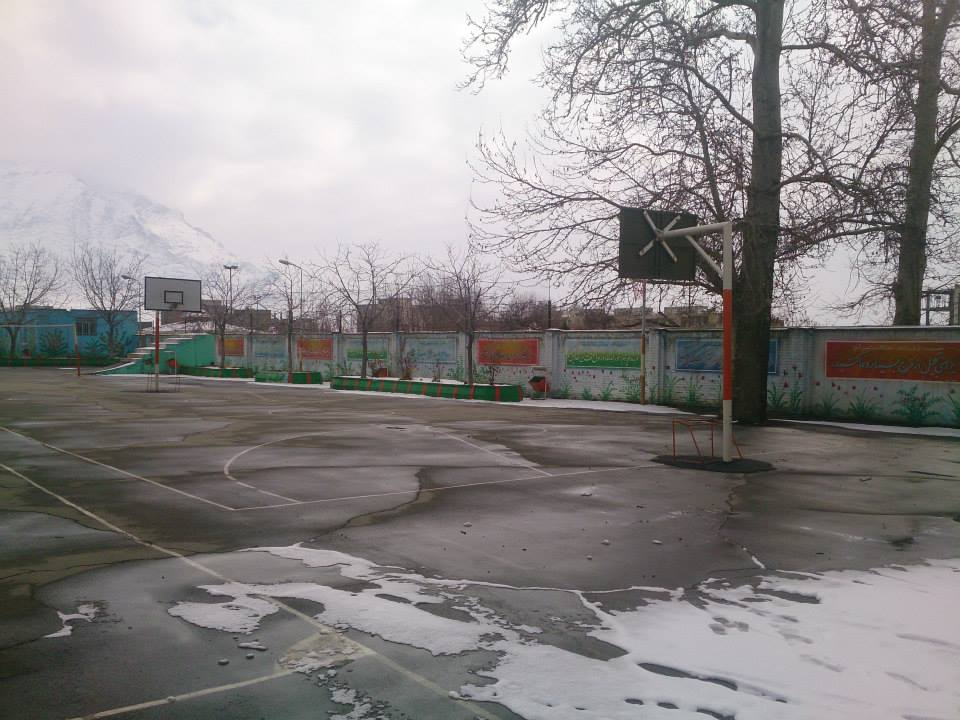
حیاط مدرسه